# Mami Yamaguchi
Mami Yamaguchi (em japonês:  山口麻美, Yamaguchi Mami, nascida em 13 de agosto de 1986) é uma treinadora futebolista japonesa que atuava como meia ou atacante. Atualmente é treinadora assistente pelo Washington Spirit (NWSL). Ela jogou pela seleção japonesa de futebol feminino, e atuou pela última vez no Detroit City FC.

## Carreira
Em 28 de julho de 2007, Yamaguchi estreiou na seleção japonesa contra o time estadunidense. Na seleção ela jogou 18 partidas e marcou 8 gols até 2011.
Ela começou sua carreira de treinadora como voluntária pelo Florida State durante a temporada de 2015-16. Em 2019, ela assumiu a posição de treinadora assistente pelo Livonia City FC, um clube da segunda divisão do UWS. Em 2011, ela se tornou uma jogadora-treinadora pelo Detroit City FC.

Finalmente, em abril de 2023, ela foi contratada como treinadora assistente pelo Washington Spirit (NWSL), atuando até os dias de hoje.